# Javra rugata
Javra rugata är en stekelart som beskrevs av Henry Keith Townes, Jr. 1962. Javra rugata ingår i släktet Javra och familjen brokparasitsteklar. Inga underarter finns listade i Catalogue of Life.